# Гитарреро (пещера)
Пещера Гитарреро — археологический памятник 8-10 тыс. до н. э. Расположена в долине Кальехон-де-Уайлас в перуанском департаменте Анкаш.
Первые следы жизни в пещере Гитарреро датируются 10-8 тыс. до н. э. Обнаружены следы древних очагов, датируемых между 8500 г. до н. э. и 7000 г. до н. э. Обнаружены такие артефакты, как куски дерева, кости, олений рог, волокнистые верёвки, листья ивы, камень для размалывания зерна и др. Обнаружены также наскальные рисунки периода 1 тыс. до н. э. — 1 тыс. н. э., ткани, деревянные и кожаные орудия, корзины, следы рано окультуренных растений: бобы, перец чили, кукуруза и др.